# 魔鬼二世
是一部1994年上映的美国喜劇電影，由伊万·雷特曼執導和擔任監製。主演是阿诺德·施瓦辛格、丹尼·德维托和艾玛·汤普森。在这部电影中，施瓦辛格飾演一位富有“献身精神”的妇科学家，身为男人却成功怀孕，体验了“做妈妈的感觉”。劇本來源和李黎的小說《袋鼠男人》有關。

## 剧情
亚历克斯·赫西（阿诺德·施瓦辛格 饰演）博士和拉瑞·阿伯加斯特（丹尼·德维托 饰演）博士是利蘭大學的研究人員，他們发明了一种名叫“Expectane”的生育药物，这种药物可以减少女性流产的风险。但是由于尚未获得美国食品和药品管理局的批准，所以他们不能在女性身上测试这种药物。
没有耐性的研究所主任見狀，索性以學校財政困難為理由，抽走了赞助资金和實驗设备，亚历克斯因此被迫離開實驗室，給一名從事冷凍卵子研究的女科学家黛安娜·瑞汀（艾玛·汤普森 饰演）使用，但好心的黛安娜知道情況後，慷慨地同意拉瑞、亚历克斯和她共用實驗室，他們的研究得以繼續進行。不過拉瑞依然不甘心多年的努力就此付之流水，在他的极力劝说下，亚历克斯決定要发挥「我不入地狱，谁入地狱」的献身精神，以自己作為“Expectane”的實驗對象，他們在黛安娜不知情的情況下，拿取了她的卵子進行實驗。拉瑞将其与亚历克斯的精子结合后，将受精卵植入了亚历克斯体内，于是，人类历史上的首位怀孕男子这下出现了……
一开始时，两人计划是在“怀孕”三个月后放任胚胎剝離，並被身體吸收，因为这时应该已经能够“充分证明药物的有效性和安全性”。但是随着實驗的進行，亚历克斯心中的“母性”也与日俱增，他決定改變初衷，要把这个孩子生下来。与此同时，黛安娜发现他们私自用了自己的卵子進行實驗而“闹出了人命”，于是也找上门来……

## 演员
- 阿诺德·施瓦辛格 饰 亚历克斯·赫西博士（Dr. Alexander "Alex" Hesse）
- 丹尼·德维托 饰 拉瑞·阿伯加斯特博士（Dr. Larry Arbogast）
- 艾玛·汤普森 饰 黛安娜·瑞汀博士（Dr. Diana Reddin）
- 弗兰克·兰格拉 饰 诺亚·巴尼斯博士（Dr. Noah Banes）
- 帕梅拉·里德（英语：Pamela Reed） 饰 安吉拉（Angela）
- 詹姆斯·埃克豪斯（英语：James Eckhouse） 饰 内德·斯内勒（Ned Sneller）
- 梅根·卡瓦纳芙（英语：Megan Cavanagh） 饰 威洛（Willow）
- 朱迪·柯林斯 饰 內奧米（Naomi）
- 艾達·特托羅 飾 路易絲（Louise）
- 克里斯托弗·米洛尼 飾 蘭薩羅塔先生（Mr. Lanzarotta）
- 韋爾克·懷特 飾 珍妮（Jenny）
- 梅爾·甘迺迪 飾 莎曼珊（Samantha）
- Brianna與Brittany McDonnell 飾 Diana Jr.
- Ryan與Zachary Doss 飾 Jake

## 製作
主體拍攝於1994年4月4日開始，於洛杉矶進行製作。

## 反响

### 票房
本片在北美地区上映收入约为3700万美元，全球总票房1亿零843万1355美元。

### 专业评价
本片获得的专业评价不佳，在烂蕃茄收集的31篇专业影评文章中，其好评率仅为33%。
喜剧演员和主持人迈克尔·J·尼尔森将本片评为“史上第二烂的喜剧片”。
不过，已故著名影评人罗杰·埃伯特表示自己是这部电影的粉丝，给予其三星（最高为四星）的评价：

“我知道这听上去有点扯，但施瓦辛格真是很适合这个角色。通过观察他在《魔鬼二世》中那小心翼翼地表演，你会发现许多演技派演员都只能嫉妒的技巧。”

他和搭挡吉恩·西斯克尔在他们的的电视节目中给予本片“两颗向上的大拇指”的评价。
虽然评价大多负面，不过影片中的插曲“Look What Love Has Done”还是获得了第67届学院奖原创歌曲奖提名。

## 拍攝花絮
- 為求演出逼真，阿诺德·施瓦辛格特別在婦產科醫生的候診室待了一段時間，以便了解孕婦的行為方式。
- 電影最早的版本是以墮胎場景為結局，但後來被認為太過敏感而捨棄。
- 電影中出現的學校「利蘭大學」是取材自加州史丹佛大學的創辦人的名字（利蘭·史丹佛）。